# Ромм, Шарль-Жильбер
Шарль-Жильбер Ромм (фр. Charles-Gilbert Romme; 26 марта 1750, Рьом — 17 июня 1795, Париж) — французский политический деятель, активный участник Французской революции XVIII века, шпион, брат математика, члена-корреспондента Королевской Академии наук Николя-Шарля Ромма (1744—1805).

## Биография
Шарль-Жильбер Ромм родился 26 марта 1750 года в Рьоме в семье королевского прокурора. Потеряв рано отца, Жильбер был воспитан матерью, на руках которой осталось пять детей, и он был младший.
Жильбер был отдан на обучение в местный колледж ораторианцев, где изучал математику и естественные науки. В 1774 году Жильбер, снабжённый разными рекомендациями, переехал в Париж, где изучал медицину, зарабатывая на жизнь частными уроками математики. Также Ромм был экспертом в масонской ложе Девяти сестёр.
Он нашёл себе уроки у различных иностранцев, а математик Дюпон ввёл его сначала к графине Дарвиль (d'Harville), а потом к графу Александру Головкину, которому Ромм понравился, и он стал давать уроки арифметики его сыну Юрию. Всё, что ему удавалось заработать, Ромм посылал на поддержку матери и семьи, хлопотал об устройстве математической кафедры в родном городе, надеясь со временем сам получить её.
В конце 1770-х годов у графа Головкина Ромм познакомился с графом A. С. Строгановым и его женой, проживавшими в то время в Париже. Строганов искал гувернёра для сына, и Ромм сумел сразу понравиться ему и обратить на себя внимание.
С 1779 по 1786 год Ромм жил в России, в Санкт-Петербурге, где работал учителем и воспитателем графа Павла Александровича Строганова, впоследствии генерал-адъютанта императора Александра I.
В России Шарль-Жильбер Ромм занимался также шпионажем: объехал значительную часть страны, собрал и передал французским властям сведения о размещении русских войск в незадолго до того присоединённом Крыму, при этом книга «Путешествия Жильбера Ромма в Крым в 1786 году» явилась ценным источником по истории Крыма конца XVIII века.
Отношения между Роммом и Павлом Строгановым были конфликтными. В России с 7 до 12 лет Павел систематически изучал только русский язык и религию. Это было связано с тем, что Ромм ориентировался на теорию Жан-Жака Руссо, которая предполагала, что регулярные занятия с ребёнком надо начинать в возрасте 12 лет. В результате Павел стал очень религиозен. Ромм писал о нём:

Особенно живой интерес он проявляет к Священному писанию. В те моменты, когда мы можем заняться чтением, я ему предлагаю различные интересные работы, которые он мог бы слушать с удовольствием, но он постоянно предпочитает Ветхий или Новый Завет

В итоге между Роммом и Павлом постоянно шли стычки. Ромм безуспешно пытался воспитать из Павла «естественного» человека, жаловался на его «излишнюю живость», «инертность и лень». Учитель и ученик ссорились, не разговаривали по многу дней, общались исключительно в письменной форме.
В 1786 году Ромм покинул Россию и вместе с П. А. Строгановым направился в Женеву, где оба жили около двух лет.

Ничего особенного нельзя было заметить во внешнем облике этого человека, который скрывал могучую натуру под такой скромной оболочкой. Черты лица его не имели ничего привлекательного. Он был мал ростом, неуклюж, при большой худобе рук и ног; вся его фигура не носила в себе и тени изящества. Голос был глухой, монотонный, без всяких оттенков речи. Зато лоб очень выдавался, как бы для того, чтобы мысль глубже в нём засела. Глаза, прищуренные, помещались в углублённых орбитах. Он был близорук; его взгляд был блуждающий, неопределённый. Цвет лица болезненно-жёлтоватый, как у человека, погружённого в постоянную мозговую работу. Тем не менее, во всём облике можно было отметить известное застенчивое добродушие.
— Историческое исследование эпохи императора Александра I
В конце мая 1788 года Ромм и его ученик покинули Женеву и отбыли во Францию. После путешествия по Франции Ромм и Строганов 24 декабря 1788 года прибыли в Париж, в канун Великой французской революция. Причиной поездки в Париж стал созыв там Генеральных штатов.
В мае 1789 года Ромм и Павел Строганов начали регулярно посещать Версаль, где заседали Генеральные штаты. В Версале Ромм снял квартиру, где жил с Павлом до переезда Национального собрания в Париж.
10 января 1790 года Ромм создал небольшой клуб «Общество друзей закона», куда Павел был записан библиотекарем. Однако на всех заседаниях клуба Павел молчал. В письме от 18 марта 1790 года Александр Строганов настоятельно рекомендовал Ромму увезти Павла из Парижа. Ромм не внял совету; однако они с Павлом перестали писать встревоженному отцу о революционных делах, пытаясь его успокоить.
19 июня 1790 года Ромм организовал празднества в честь годовщины клятвы в зале для игры в мяч. На них присутствовали Павел Строганов, а также знаменитые позднее революционеры: А. Барнав, братья Шарль и Александр Ламеты, А. Дюпор, М. Робеспьер, Ж. Дантон. Подпись Строганова стоит под обращением «Общества друзей клятвы в Зале для игры в мяч», представленным 3 июля 1790 года Национальному собранию. Празднества 19 июня 1790 года принесли Ромму общефранцузскую известность.
16 июля 1790 года Ромм получил письмо Александра Строганова, датированное 20 июня 1790 года, с категорическим требованием покинуть Париж. Однако перед отъездом успели записать Павла в Якобинский клуб. 7 августа 1790 года согласно сертификату Якобинского клуба его членом стал гражданин Очер. 10 августа 1790 года полиция выписала Ромму и Павлу паспорт для проезда в Рьом.
Ромм и Строганов переехали в Жимо. Там Ромм стал готовиться к выборам, Павел же оставался безучастным к политической деятельности своего учителя. Племянница Ромма Миетт Тайан писала подруге:

Ты знаешь, моя дорогая подруга, заговорили о том, чтобы избрать г-на Ромма депутатом. Такой выбор сделал бы честь патриотам. Народ получил бы в его лице ревностного защитника. В ожидании того момента, когда его голос зазвучит с трибуны, он пользуется им для просвещения сограждан. Каждое воскресение он собирает вокруг себя множество крестьян, которым читает газеты и объясняет новые законы. <…> Г-н Граф, пока его гувернёр разглагольствует перед обитателями Жимо, пользуется моментом, чтобы развлекаться с юными селянками.

В ноябре 1790 года во Францию за Павлом прибыл его двоюродный брат Н. Н. Новосильцов, с которым Павел в декабре 1790 года уехал в Россию.
В 1791 году Ромм был избран в Законодательное собрание, а в 1792 году — в Национальный конвент (от департамента Пюи-де-Дом), где голосовал за смерть короля. В Конвенте вначале примыкал к жирондистам. 3 мая 1793 года Ромм записался в Якобинский клуб. Разрабатывал вопросы, связанные с народным образованием. По докладу Ромма Конвентом был принят республиканский календарь.
По инициативе Ромма был разграблен замок Вертёй в Шаранте, принадлежавший семье Ларошфуко.

## Смерть

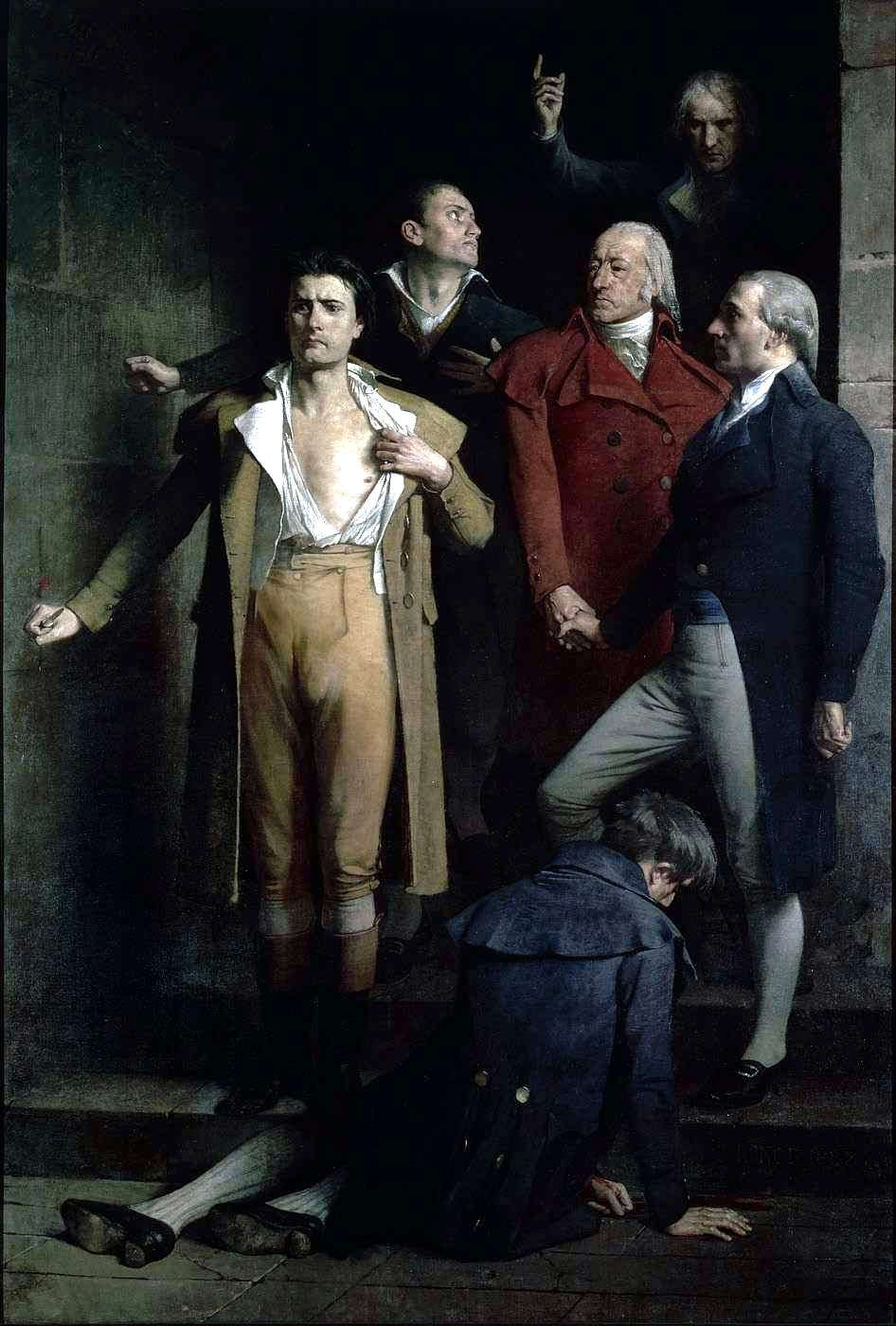
«Мученики прериаля».
Последние монтаньяры.
Шарль Роно. 1882

К перевороту 9 термидора (27 июля 1794 года) Ромм, выступавший против робеспьеристов с левых позиций, первоначально отнёсся сочувственно, но вскоре, в числе небольшой группы последних якобинцев-монтаньяров (примерно тридцать депутатов), заседавших в Конвенте и получивших прозвище «кретуасы», выступал против «термидорианской» реакции. Поддержал прериальское восстание санкюлотов в 1795 году; представители «кретуасов», в том числе и Ромм, приняли ряд выгодных повстанцам законов.
После его поражения четырнадцать депутатов были помещены под арест, одиннадцать из них предстали перед военной комиссией. Ромм и пятеро его товарищей были отправлены на мыс Финистер, а затем в Париже состоялся суд. 29 прериаля III года (17 июня 1795 года) им был зачитан смертный приговор. Осуждённые сдержали клятву не отдаваться живыми в руки палача (для этой цели достали себе через сторожей тюрьмы два кинжала): первым вонзил себе в сердце нож Жильбер Ромм и пал мёртвым. Субрани выхватил кинжал из раны друга и тоже проколол себе грудь. Так поступили и другие — Гужон, Бурботт, Дюкенуа и Дюруа. Трёх из них, ещё дышавших, судьи всё-таки послали на гильотину: Субрани умер на повозке, двух других успели доставить до эшафота живыми. Ромм погиб в возрасте 45 лет.

## Семья
За несколько месяцев до своей гибели, 8 марта 1795 года, Жильбер Ромм женился. Избранной им особой была молодая вдова Мария Мадлена Шолен, с которой он сошёлся в дни Конвента. Она оказалась беременна, и Жильбер стал её мужем.

## Труды
Шарль-Жильбер Ромм. Путешествие в Крым в 1786 году / Э. Б. Петрова, Т. А. Прохорова. — 2011. — 168 с. — ISBN 978-966-648-225-2.